# Юнус (сура)
Вижте пояснителната страница за други значения на Юнус.
Сура Юнус (арабски: سورة يونس) е десетата сура от Корана. Тя се състои от 109 аята и е низпослана в Мека с изключение на аяти 40, 94, 95 и 96, които са медински.

## Относно
Юнус е арабско име, отговарящо на българското Йоан. Името на сурата е така, тъй като в нея се споменава за пророка Юнус (Йона):
| “ | 98. Нима имаше друго селище, което да е повярвало и да му е донесла полза неговата вяра, освен народа на Юнус? Щом повярваха, снехме от тях позорното мъчение в земния живот и им дадохме да се наслаждават до време.— превод Цветан Теофанов, I изд. | ” |